# Kateryna Tarasenko
Kateryna Mikolaïvna Tarasenko (in ucraino Катерина Тарасенко?; Dnipro, 6 agosto 1987) è una canottiera ucraina.

## Palmarès

### Olimpiadi
- 1 medaglia:
  - 1 oro (Londra 2012 nel quattro di coppia)

### Mondiali
- 1 medaglia:
  - 1 argento (Karapiro 2010 nel quattro di coppia)

### Europei
- 4 medaglie:
  - 3 ori (Maratona 2008 nel due di coppia; Montemor-o-Velho 2010 nel quattro di coppia; Plovdiv 2011 nel quattro di coppia)
  - 1 bronzo (Brest 2009 nell'otto)